# Iran-Air-Flug 291
Der Iran-Air-Flug 291 (Flugnummer: IR291, Funkrufzeichen: IRAN AIR 291) war ein inländischer Linienflug der Iran Air von Maschhad nach Teheran. Am 20. Januar 1980 ereignete sich auf diesem Flug ein schwerer Flugunfall, als die eingesetzte Boeing 727-86 im Endanflug ins Gebirge geflogen wurde. Dabei kamen alle 128 Insassen ums Leben. Es handelte sich zu diesem Zeitpunkt um den schwersten Flugunfall im Iran.

## Maschine
Bei dem verunglückten Flugzeug handelte es sich um eine Boeing 727-86, die zum Zeitpunkt des Unfalls elf Jahre und elf Monate alt war. Die Maschine wurde im Werk von Boeing auf dem Boeing Field im Bundesstaat Washington montiert und absolvierte am 17. Februar 1968 ihren Erstflug, ehe sie am 9. März desselben Jahres neu an die Iran Air ausgeliefert wurde. In den 1970er-Jahren wurde die staatliche Fluggesellschaft des zu diesem Zeitpunkt durch Schah Mohammad Reza Pahlavi regierten Iran häufig mit Flugzeugen beliefert, erst nach der Islamischen Revolution wurden Lieferungen von Boeing-Maschinen in den Iran eingestellt. Das Flugzeug trug die Werknummer 19817 und die Modellseriennummer 537. Die Maschine wurde mit dem Luftfahrzeugkennzeichen EP-IRD zugelassen. Das dreistrahlige Schmalrumpfflugzeug war mit drei Triebwerken des Typs Pratt & Whitney JT8D-7B ausgestattet.

## Insassen und Flugplan
Den Flug von Maschhad nach Teheran hatten 120 Passagiere angetreten. Es befand sich eine achtköpfige Besatzung an Bord der Maschine.

## Unfallhergang
Am Unfalltag befanden sich die iranischen Fluglotsen im Streik, was dazu führte, dass hunderte Inlandsflüge abgesagt wurden. Der Streik wurde um 16:00 Uhr unterbrochen und die Flüge fortgesetzt. Die Maschine der Iran Air startete um 17:40 Uhr vom Flughafen Maschhad. Der Flug der Maschine nach Teheran verlief zunächst ohne besondere Vorkommnisse. Im Anflug auf den Flughafen Teheran erhielten die Piloten um 18:52 Uhr die Freigabe für einen ILS-Anflug auf die Landebahn 29. Um 19:11 Uhr prallte die Maschine gegen einen Berghang im Elburs-Gebirge nördlich von Teheran.

## Ursache
Die Untersuchung ergab, dass die Piloten nicht der von der Flugsicherung vorgegebenen Route folgten, sondern den Flughafen Mehrabad direkt anfliegen wollten. Ungefähr sechs Minuten vor dem Aufprall forderte die Flugsicherung die Piloten auf, eine 360-Grad-Wende über dem ungerichteten Funkfeuer von Varamin zu fliegen. Die Piloten führten diese nördlich von Teheran durch, ohne die Flugsicherung zu benachrichtigen. Beim Anflug machte der Erste Offizier darauf aufmerksam, dass sie den Leitstrahl des VORTAC auf dem falschen Kurs kreuzten, aber der Kapitän reagierte nicht.
Die Unfallermittler kamen zu dem Schluss, dass das nicht betriebsfähige Instrumentenlandesystem, ebenso wie das nicht betriebsbereite Bodenradar des Flughafens Teheran-Mehrabad, entscheidende Faktoren für den Unfall gewesen waren.